# Claes Depken (1627–1702)
Claes Depken, adlad Anckarström, född 27 juni 1627 i Västerås, död 3 april 1702 i Älvkarleby, var en svensk bergmästare.

## Biografi
Claes Depkens far Claes Depken var borgare i Västerås från senast 1625. Modern var dotter till Christoffer Olofsson i Forsnäs som 1621 adlats med namnet Gyllenknoster men som på egen begäran uteslöts ur adelsståndet. Claes Depken den yngre var först landsbokhållare i Stora Kopparbergs län 1650, och fyra år senare bokhållare och inspektor vid Kopparbegsgruvan. Han förordnades 1656 till bergmästare i Västernorbergs och Skinnskattebergs bergslager, 1660 till bergmästare över Österbergslagen, men knöts 1665 till Bergskollegium som kammererare. Sju år senare återgick han till sysslan som bergmästare, i Uppland och Gästrikland.
Han adlades 1676 och antog då namnet Anckarström. Samma år utsågs han till extra ordinarie assessor i Bergskollegium och lät anlägga vallonbruket Söderfors 1676, i Uppsala län, för att tillverka ankare till svenska flottan.
Han stötte emellertid på motstånd från en annan av bergsrörelsens föregångsmän, Johan Leijoncrona, och efter långvariga processer köpte denne Anckströms andelar i företaget. Anckarström deltog även i öppnandet av Norrlands skogsrikedomar och medverkade vid grundandet av Axmar bruk i Gästrikland och Galtströms bruk i Medelpad.
Claes Depken var gift med Helena Honnon, vars far skotten Hans Honnon, född 1596, död 1651, var handlande i Gävle. Hon hade tidigare varit gift med Frans Futtje och hade barn i förra äktenskapet. Claes Depken och Helena Honnon hade ett gemensamt barn, dottern Catharina, död 1711.